# The List of Adrian Messenger
The List of Adrian Messenger (br.: A lista de Adrian Messenger / pt.: As cinco caras do assassino) é um filme estadunidense de 1963 do gênero "Suspense" dirigido por John Huston para a Universal International Pictures. Roteiro de Anthony Veiller baseado no livro homônimo de 1961 de Philip MacDonald, sobre o mistério de um cruel assassino que usa diferentes disfarces para cometer seus crimes.Música de Jerry Goldsmith.
Nos letreiros iniciais foram destacados os nomes de um grande números de atores proeminentes da época:Tony Curtis, Kirk Douglas, Burt Lancaster, Frank Sinatra e Robert Mitchum. Todos eles usam pesada maquiagem que os deixam irreconhecíveis ao longo do filme, mas apenas Douglas se revela como um dos personagens protagonistas (apesar de Jan Merlin o substituir em muitas cenas).. Os outros aparecem em participações especiais e somente depois do final mostram as verdadeiras feições, retirando as maquiagens e os disfarces que usaram em cena.

## Elenco
- George C. Scott...Anthony Gethryn
- Dana Wynter...Lady Jocelyn Bruttenholm
- Clive Brook...Marquês de Gleneyre
- Herbert Marshall...Sir Wilfred Lucas
- Kirk Douglas...Vigário Atlee/George Brougham/Senhor Pythian/Arthur Henderson
- John Merivale...Adrian Messenger
- Marcel Dalio...Max Karoudjian
- Gladys Cooper...Senhora Karoudjian
- Bernard Archard...Inspetor Pike
- Jacques Roux...Raoul Le Borg
- Tony Huston (creditado como Walter Anthony Huston)...Derek Bruttenholm
- Participações com disfarçes: Tony Curtis, Burt Lancaster, Robert Mitchum e Frank Sinatra

## Sinopse
Um escritor conhecido e ex-militar chamado Adrian Messenger dá uma lista de dez nomes ao seu amigo aposentado da polícia secreta inglesa (MI5), Anthony Gethryn, e pede para que ele obtenha informações sobre as pessoas relacionadas, sem dizer a razão. Logo a seguir o avião de Messenger explode, mas afortunadamente um amigo francês de Gethryn, Raoul Le Borg, sobrevive e ouve as últimas palavras do escritor. Ele conta a Gethryn que deduz acertadamente tratarem-se de pistas sobre a identidade do assassino.  
Gethryn e Borg vão atrás do único sobrevivente da lista, mas não conseguem descobrir nada. Até que a viúva de uma das vítimas conta sobre um traidor da Segunda Guerra Mundial, conhecido por todos os homens da lista pois estiveram juntos em um campo de prisioneiros alemão.
Gethryn consegue desvendar a última parte do enigma e percebe que o alvo do assassino está agora na família aristocrática da esposa de Messenger.
À noite, Brougham tenta sabotar a caçada da manhã seguinte, largando um saco de feltro com uma raposa morta dentro dele. Deixa deliberadamente o rastro do animal por trás de uma mureta de pedra, posicionando por trás desta uma colhedeira de feno com garfos afiados. Na manhã da caçada, Gethryn interrompe a mesma, revelando aos presentes que já tinha descoberto o assassino. Com a ajuda de um dos cães e através do cheiro deixado pelo assassino no saco com a raposa, o cão encaminha-se para perto de Brougham. Este sai em fuga, tomando de assalto o cavalo de Derek. Logo em seguida, Derek grita um comando e seu cavalo se detém, fazendo com que Brougham caia exatamente sobre a colhedeira, mortalmente ferido pelos garfos pontiagudos.

## Produção
- Alec Coppel (corroteirista de Vertigo) escreveu um dos roteiros preliminares, mas apenas  Anthony Veiller recebeu os créditos.[2]
- O papel de Derek Bruttenholm foi de Walter Anthony Huston, filho do diretor John Huston (que também aparece como figurante nas cenas de caça à raposa).[3]
- Elizabeth Taylor foi convidada a também aparecer disfarçada no filme mas recusou por achar a maquiagem muito desconfortável.
- Paul Frees dubla alguns personagens, inclusive o de Frank Sinatra.
- Get Smart teve um episódio de 1970 chamado "The Mess of Adrian Listenger" (com  Pat Paulsen como Adrian Listenger / Ace Weems) que parodia o filme.